# CD31

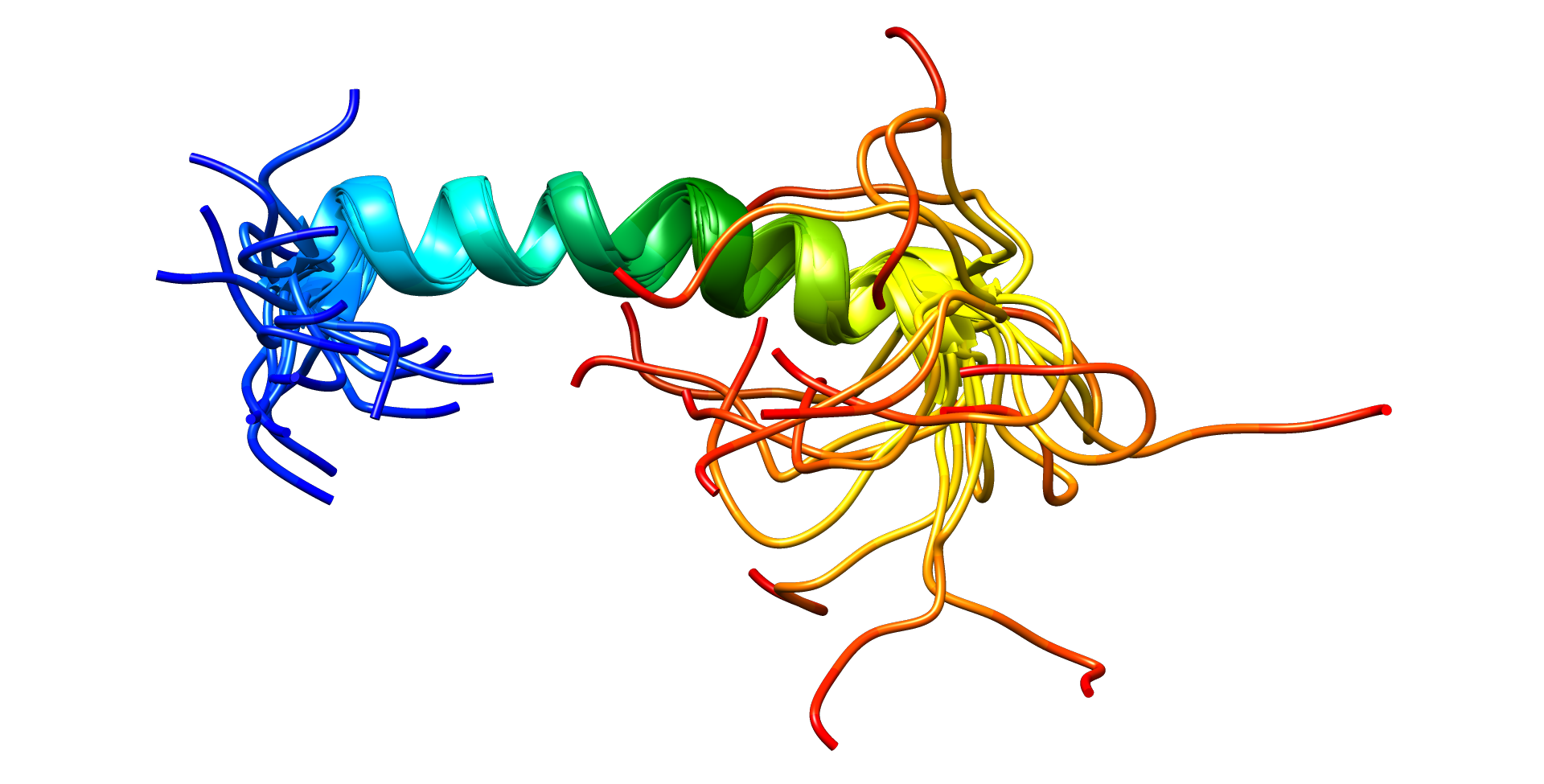
molekulová struktura

Adhezní molekula krevních destiček a endoteliálních buněk (PECAM-1), v mezinárodním klasifikačním systému (Cluster of Differentiation) značená jako CD31, je glykoprotein o molekulové hmotnosti 130 kDa. Je členem imunoglobulinové rodiny (IgSF).  Vyskytuje se na povrchu krevních destiček, makrofágů, neutrofilů, monocytů a endoteliálních buněk. Při zánětu je klíčovou molekulou mezi endoteliálními a zánětlivými buňkami. Ve větším množství se vyskytují na mezibuněčných spojích, kde regulují přenos leukocytů a propustnost cév. PECAM-1 výrazně podporuje udržení bariéry propustnosti endoteliálních buněk a její rychlejší obnovení po narušení integrity trombinem. Hraje rovněž významnou roli během angiogeneze mezi endoteliálními buňkami. Je markerem pro benigní i maligní vaskulární nádory.

## Struktura a signalizace
Velikost extracelulární domény je 574 aminokyselin, které jsou rozděleny do šesti imunoglobulinových homologních domén. Cytoplazmatická doména je složená z osmi exonů. Izoformy vzniklé po alternativním sestřihu jsou v tkáních rozdílně exprimovány a mohou mít odlišnou funkci. Na další molekuly se váže pomocí homofilních vazebných interakcí.
Signalizace zprostředkovaná PECAM-1 je zahájena fosforylací serinu 702, po níž dochází k uvolnění ITIM tyrosinu 686 z vazby s plazmatickou membránou. Je tak umožněna fosforylace kinázou Lyn (Src kinázou). Fosforylovaná forma PECAM-1 ITIM je schopna vazby s proteiny obsahující SH2 doménu – nejvýznamnější z nich je SHP-2. Vzniklý komplex PECAM-1/SHP-2 má v cirkulujících krevních buňkách inhibiční funkci buněk, jež byly aktivovány tyrosinkinázou.
Na endoteliálních buňkách aktivovaný komplex umožňuje zvýšenou pohyblivost a migraci endoteliálních buněk.